# Satsumasendai
Satsuma-Sendai (Japans: 薩摩川内市, Satsumasendai-shi) is een stad in de prefectuur Kagoshima, Japan. 
Op 1 april 2008 had de stad 99.747 inwoners en een bevolkingsdichtheid van 146 inw./km². De oppervlakte van de stad bedraagt 683,50 km². De stad werd gesticht op 12 oktober 2004 . Het grondgebied van de stad bevindt zich gedeeltelijk op het eiland Kyushu en gedeeltelijk op de Koshikijima-eilanden.

## Transport
De stad heeft een Shinkansen verbinding met de steden Kagoshima en Yatsushiro.

## Geschiedenis
Satsumasendai ontstond op 12 oktober 2004 uit de fusie van de dorpen Sato, Kamikoshiki, Shimokoshiki en Kashima van de Koshikijima-eilanden met de gemeenten Hiwaki, Iriki, Kedoin, Togo en de stad Sendai.